# Mimusops riparia
Mimusops riparia là một loài thực vật thuộc họ Sapotaceae. Loài này có ở Kenya và Tanzania.